# Mette Nøhr Claushøj
Mette Nøhr Claushøj (født 1975) er en dansk USA-ekspert, der er ekstern lektor i amerikansk politik på Københavns Universitet. Hun er uddannet journalist fra Danmarks Journalisthøjskole og har en Master of International Affairs fra School of International and Public Affairs (SIPA) på Columbia University, med speciale i etik og amerikansk politik. Hendes primære beskæftigelse for nuværende er at være foredragsholder og kommentator. Hun er desuden tilknyttet som underviser ved Folkeuniversitetet, hvor hun underviser i sit eget fag (USA: Trump og Aktuel Debat) og er bidragsyder til andre fag.

## Medieoptrædener
Mette Nøhr Claushøj er blevet indkaldt som amerikansk-politisk ekspertkilde for mange medier, herunder DR1, DR2, TV2, TV2 News, CNN, Verdens Gang, Politiken, Berlingske, Jyllands-Posten, Information, Weekendavisen, Børsen, Ekstra Bladet, BT, MetroXpress, P1, P3, The Rubin Report og Radio 24syv. Hun var desuden fast medvært på Danmarks Radios nyhedsmagasin Jersild om Trump indtil programmets sidste sendedato d. 22. december 2018.

## Professionel erfaring
Mette Nøhr Claushøj har professionelt arbejdet for den danske ambassade i Washington DC, hvor hun bestred stillingen som udenrigs- og sikkerhedspolitisk rådgiver. Hun har desuden arbejdet i FN-systemet, hvor hun både har bestredet stillingen som politisk rådgiver for The Office of the Permanent Observer of the Inter-Parliamentary Union i New York City og som rådgiver med speciale i international politik og medier hos UNICEF i Firenze. Før Mette Nøhr Claushøj tog til USA for at studere og arbejde, var hun ansat som journalist på Politiken. Hun har også været bidragsyder til antologien Fem år med Obama - forandring vi kunne tro på? (2014), hvortil hun har skrevet et kapitel.

## Politisk engagement
Under præsidentvalgkampen i 2008 var Mette Nøhr Claushøj Office Manager for Barack Obamas valgkampagne i New Mexico. Hun har desuden været medlem af kampagneledelsen for Manu Sareens folketingskampagne i 2011.